# Districte de Kreuzlingen
El districte de Kreuzlingen és un dels vuit districtes del cantó suís de Turgòvia. Té 38.120 habitants (cens de 2007) i una superfície de 118,4 km². Està format per 11 municipis i el seu cap és Kreuzlingen

## Municipis
| Nom            | Habitants (31.12.2007) | Superfície en km² |
| Altnau         | 1869                   | 6.7               |
| Bottighofen    | 2007                   | 2.4               |
| Ermatingen     | 2705                   | 10.4              |
| Gottlieben     | 320                    | 0.4               |
| Güttingen      | 1389                   | 9.5               |
| Kemmental      | 2203                   | 28.4              |
| Kreuzlingen    | 18.113                 | 11.5              |
| Langrickenbach | 1099                   | 10.9              |
| Lengwil        | 1252                   | 8.9               |
| Münsterlingen  | 2543                   | 5.4               |
| Tägerwilen     | 3640                   | 11.6              |
| Wäldi          | 960                    | 12.3              |